# 게아재비
게아재비(학명: Ranatra chinensis)는 노린재목 장구애비과에 속하는 곤충으로 생김새가 사마귀와 비슷해서 물사마귀라고도 한다. 몸 길이는 수컷은 35mm~40mm이고 암컷은 40mm~45mm정도다. 게아재비, 장구애비의 몸길이를 잴때는 숨관은 제외한다.
색깔은 연한 갈색으로 광택이 나는데, 이것은 몸을 물풀 색깔과 비슷하게 함으로써 위장을 하기 위함이다. 주둥이와 더듬이는 세 마디로 되어 있으며 더듬이는 매우짧고 굵다. 앞다리는 사마귀와 같이 집게 모양이며 가운뎃다리와 뒷다리는 매우 길다. 근연종으로 방게아재비 (Ranatra unicolor)가 있다.

## 생태
게아재비는 꽁무니의 호흡관을 물 밖으로 내놓고 호흡하며, 주로 물고기의 체액을 먹고 사는데, 올챙이도 먹는다. 게아재비는 수생곤충임에도 불구하고 다리가 가늘고 긴 탓에 수영을 잘 못해 주로 걷거나 기어다닌다. 그래서 게아재비는 잠복해 사냥을 한다. 또한 날개가 있어 날아다니기도 하지만, 몸이 완전히 마르지 않으면 날지는 못한다. 게아재비는 5월 무렵 물 밑의 진흙 속이나 물가의 이끼 등지, 썩은 나무 틈에 알을 낳으며, 일주일 ~ 열흘이 경과하면 부화한다. 애벌레는 4 ~ 6번 허물을 벗고 성충으로 성장한다. 번데기 과정을 거치지 않기 때문에 애벌레 때와 성충일 때의 모습이 비슷하다. 게아재비의 애벌레는 주로 다른 벌레의 애벌레나 작은 생물을 먹고 산다. 유충과 성충 모두 숨관으로 공기를 들이마셔 호흡한다. 그리고 게아제비는 대롱으로 즙을 빨아먹는다